# تأثير وودوارد

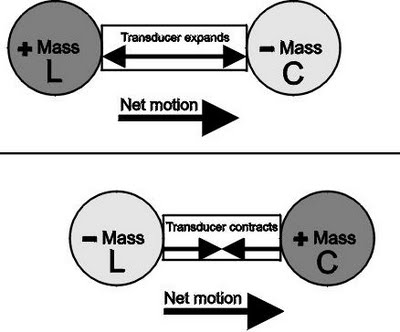

تأثير وودوارد (أو ما يُعرف أيضًا بتأثير ماخ) هو جزء من فرضية طرحها جيمس وودوارد عام 1990. تنص الفرضية على أن تذبذبات الكتلة العابرة تظهر في أي جسم يمتص طاقة داخلية أثناء تسارعه تسارعًا صحيحًا. بإمكاننا تسخير هذا التأثير لتوليد قوة دفع دون ظهور قوة رد فعل، إذ يزعم وودوارد وغيره أنهم تمكنوا من قياس تلك القوة في عدة تجارب.
يسمح تأثير وودوارد نظريًا بصناعة محركات مركبات فضائية تعمل بقوة دفع مجالية، وهي لا تحتاج لنفث الوقود من أجل توليد قوة الدفع. تُدعى تلك المحركات المُقترحة أحيانًا «صاروخ تأثير ماخ»، أو «مُحرك تأثير ماخ الجذبوي المساعد». لا تدعم الأدلة التجريبية تلك الفرضية بقوة حتى الآن، ولكن تظل الأبحاث التجريبية عن هذا التأثير وتطبيقاته المحتملة قائمة.
في أبريل 2017 اختارت ناسا معهد دراسات الفضاء كجزء من برنامج ناسا للمفاهيم الابتكارية المتقدمة في المرحلة الأولى من أبحاث تأثير ماخ. وفي العام التالي أعطت ناسا منحة المرحلة الثانية من البرنامج لمعهد دراسات الفضاء للاستمرار في تطوير تلك المحركات عديمة الوقود.
أثار هذا التأثير جدلًا في أوساط الفيزياء الشعبية نظرًا إلى أن النموذج المُقترح وراءه يبدو كما لو أنه يخالف مبدأ حفظ الطاقة وحفظ الزخم كذلك، مما يجعله مغلوطًا.

## تأثير ماخ
طبقًا لوودوارد، توجد ثلاثة أشكال ممكنة نظريًا من تأثير ماخ على أقل تقدير: قوة الاندفاع الموجهة، وانحناء الزمكان المفتوح، وانحناء الزمكان المُغلق.
يُعرف النوع الأول بتأثير وودوارد، وهو تأثير الطاقة الصغرى في تلك الفرضية. يهتم تأثير وودوارد بصفة أساسية بإثبات الفرضية ووضع الأسس التي قد تمهد الطريق أمام بناء صاروخ تأثير ماخ. النوع الأول من تأثير ماخ هو تأثير وودوارد، وهو تأثير اندفاعي يمكن استخدامه في مجال النقل والدفع للحفاظ على الأقمار الصناعية في مداراتها، أو تشغيل أنظمة تحكم رد فعل المركبات الفضائية، أو توليد قوة دفع داخل النظام الشمسي في أحسن الأحوال. أما النوعان الآخران فهما تأثيرات انحناء الزمكان المفتوح والمغلق. يمكن تسخير تأثيرات انحناء الزمكان المفتوح في نظام توليد مجالي لخلق مجالات اعوجاجية. بينما يمكن استخدام تأثيرات انحناء الزمكان المغلق كجزء من نظام توليد مجالي لخلق ثقوب دودية.
تأثير ماخ الثالث هو تأثير التقوس الزمكاني المغلق أو ما يُعرف بالثقب الدودي الحميد. يُعرف التقوس الزمكاني المغلق بصفة عامة بالثقب الدودي أو بالثقب الأسود. طور كيب ثورن نظرية الثقوب الدودة الحميدة بعدما طالبه كارل ساغان بوضع أساس علمي لفكرة الانتقال بواسطة الثقوب الدودية كما شاهدها في فيلم «اتصال (1997)». ولا تزال فكرة الانتقال عبر الثقوب الدودية من حيث التوليد والاستقرار وضبط حركة المرور مجرد فكرة نظرية في الوقت الحالي. ومن بين الصعوبات التي نواجهها هي شرط حصولنا على مستويات طاقة تقترب من الطاقة المختزنة في مادة بحجم كوكب المشتري.
أثبت كينيث نورفدت في عام 1988 أن المغناطيسية الجاذبية (تأثير توقعته النسبية العامة ولكن لم يتمكن العلماء من رصده حينئذ بل عارضه المجتمع العلمي) لا بد من أن تكون تأثيرًا حقيقيًا نظرًا إلى أنها نتيجة مباشرة لمتجه الجهد الجذبوي. وفي أعقاب ذلك أظهر نورفدت أن التآثر المغناطيسي الجذبوي (الذي لا ينبغي الخلط بينه وبين تأثير نورفدت) هو شكل من أشكال تأثير ماخ مثله مثل تأثير تباطؤ الإطار المرجعي ومداورة لينز-ثيرينج.

## الفرضية

### مبدأ ماخ
يستند تأثير وودوارد على التأثيرات النسبية المُشتقة نظريًا من مبدأ ماخ عن القصور الذاتي في ظل النسبية العامة الذي نسبه أينشاتين إلى إرنست ماخ. ويُعرف مبدأ ماخ بصفة عامة بأنه «إطار القصور الذاتي المُحدد بواسطة المجالات الديناميكية في الكون». اُستلهمت تلك الفرضية من أحد التجارب الفكرية:
«إرنست ماخ (1838–1916) هو فيزيائي نمساوي معاصر لأينشاتين، وهو الذي طرح عليه التجربة الفكرية الآتية: ما الذي سيحدث لو وُجد جسم واحد فقط في الكون؟ يرى ماخ أنه لا يمكن أن يمتلك هذا الجسم سرعة محددة، إذ أنه طبقًا لنظرية النسبية لا بد من وجود جسمين على الأقل حتى نتمكن من قياس سرعتيهما بالنسبة لبعضهما.
وإذا تقدمنا خطوة أخرى إلى الأمام فسنلاحظ أنه لا يمكن أن يكون لدى هذا الجسم كتلة يمكن قياسها، إذ أن الكتلة تتغير مع تغير السرعة.
ومن هنا استنتج ماخ أن السبب الأساسي وراء وجود الكتلة العطالية هو تعدد الأجسام في الكون. إذا حاولت تحريك جيروسكوب دوار فسوف يقاوم تلك الحركة نتيجة لتآثره مع كوكب الأرض والنجوم والمجرات البعيدة. أما إذا اختفت جميع تلك الأجسام فسوف تتلاشى عطالة هذا الجيروسكوب.

افتتن أينشاتين بتلك الفكرة وأطلق عليها مبدأ ماخ».

### الأصل الجذبوي للقصور الذاتي
طُرح أحد أشكال مبدأ ماخ لأول مرة من قبل دنيس سياما في عام 1953 كجزء من نظرية الجاذبية الاتجاهية، وهي تستند على صياغة ماكسويل للكهروديناميكا. ثم أعاد سياما صياغتها على شكل موتر مكافئ للنسبية العامة في عام 1964.
وقال سياما في ورقته أن القوى العطالية اللحظية في جميع الأجسام المتسارعة هي نتيجة لمجال إشعاعي بدائي مُعتمد على الجاذبية ناجم عن مادة كونية بعيدة، وهو ينتشر عبر الزمن للأمام وللوراء على حد سواء بسرعة الضوء:
:«تولد المادة ذاتها القوى العطالية وليس الفضاء المجرد». وفي هذا الإطار يتألف المبدأ من فكرتين:
1. ترجع القوى العطالية إلى أصل ديناميكي وليس كينماتيكي، إذًا فلا بد من أنه مُشتق من نظرية مجال معين (أو ربما نظرية فعل عن بعد كما وضح جون أرتشيبالد ويلر وريتشارد فاينمان).
2. لا بد وأن يكون سبب المجال العطالي بأكمله نقاط مصدرية، ولذا يجب اختيار الأوضاع الحدية عند حل معادلات المجال العطالي بشكل مناسب».

- من ورقة دنيس سياما «البنية الفيزيائية للنسبية العامة»، نُشرت في دورية الفيزياء الحديثة (1964).
أُثبت صحة فكرة الحث العطالي في النسبية العامة لأينشاتين بالنسبة لجميع متريات فريدمان-روبرتسون-ووكر. طبقًا لوودوارد فإن اشتقاق تأثيرات ماخ لا تتأثر بالإطار المرجعي، مما يعني أنها لا تخالف مبدأ حفظ الطاقة، وأنها لا تقترح «فيزياءً جديدة» بخلاف النسبية العامة.

### نظرية الممتص الجذبوي
يشارك وودوارد الرأي مع سياما في أن نظرية الممتص لفاينمان وويلر هي الطريقة الصحيحة لفهم تأثير القوى العطالية اللحظية تحت شروط ماخ.
«تخيل معي أننا التقطنا مقطعًا حيث ألقى أحدهم بحجر في منتصف بحيرة، مما أدى إلى تكون تموجات دائرية متحدة المركز تنتشر باتجاه الشاطئ.
إذا قمنا بتشغيل المقطع إلى الوراء (بشكل مكافئ لرؤية الأحداث وهي تعود بالزمن إلى الوراء) فسوف نلاحظ تحرك الموجات الدائرية من الشاطئ في اتجاه منتصف البحيرة حيث سقط الحجر.
وما يتوجب علينا فهمه هو أنه لا يمكن للموجات في المستقبل أن تعود بالزمن إلى الوراء بنفس الكيفية التي لا يمكن للحجر الذي تسبب بتلك الموجات أن يعود إلى الوراء.»
         - صفحة 49 من كتاب «صناعة المركبات الفضائية والستارغيت» لجيمس وودوارد، نُشر في سبرنجر عام 2013.